# Lavaka

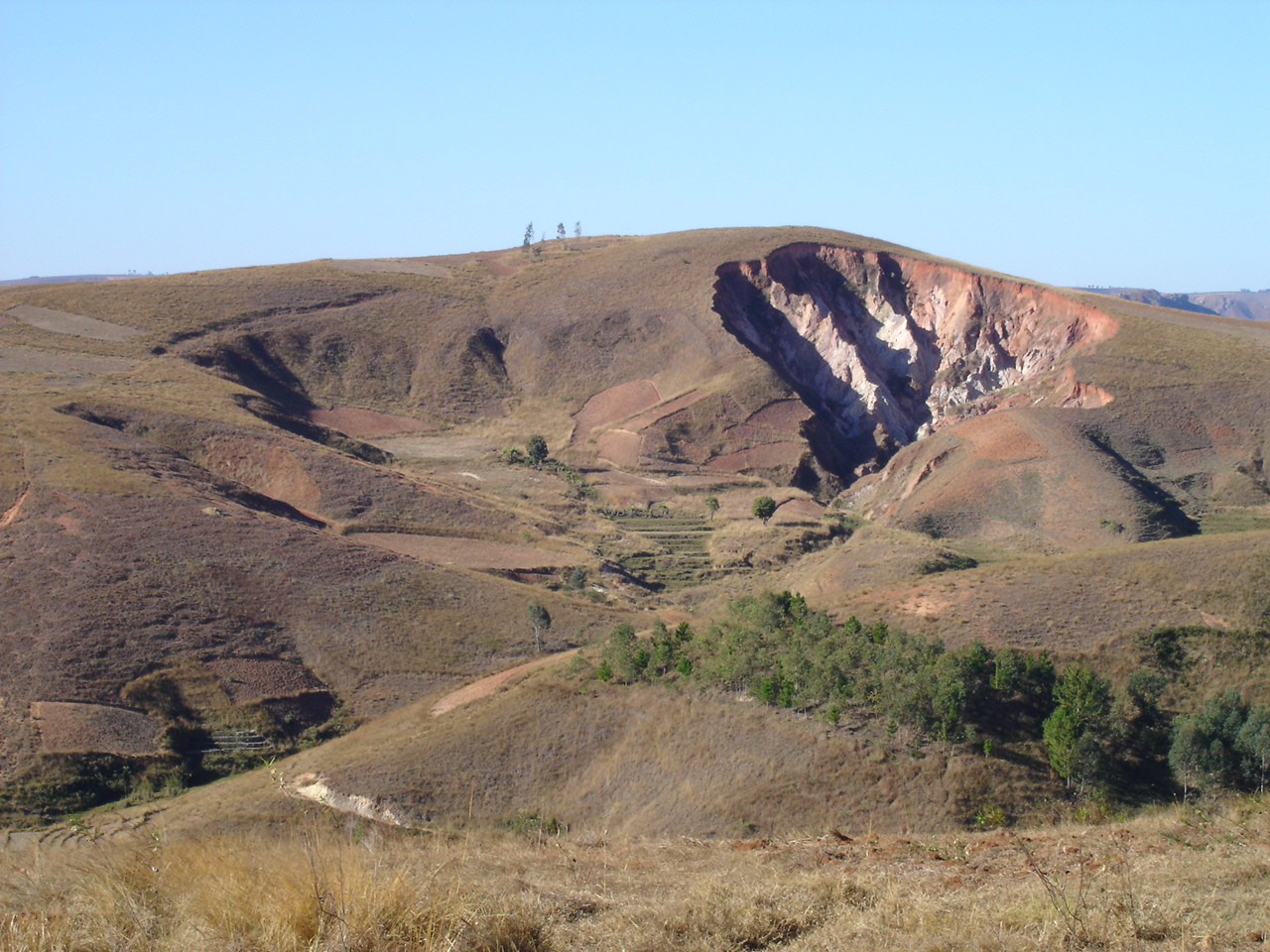
Lavaka auf Madagaskar

Lavaka (von madagassisch für Loch) ist eine Form der Bodenerosion, die besonders in Madagaskar auftritt.
Lavakas sind durchschnittlich 80 m lange, 40 m breite und 15 m tiefe Erosionsschluchten mit einem sehr schmalen Ausflussbereich. Sie bilden sich an steilen, konvexen Hängen durch plötzlichen Austritt von Grundwasser und damit einhergehender Verflüssigung des wassergesättigten Bodens. Im Hochland von Madagaskar wurden bis zu 25 Lavakas pro km² gezählt.
Voraussetzung für die Bildung von Lavakas sind saisonale tropische Starkregen, tiefgründige Verwitterung des Gesteinsuntergrundes (bis 100 m mächtige Saprolithe) und ein schütterer Bewuchs (meist nur Gräser). Weitere Schädigungen der Vegetationsdecke durch Viehtritte oder die Anlage unbefestigter Wege begünstigen die Bildung von Lavakas. Als Auslöser der plötzlichen Grundwasseraustritte werden Erschütterungen durch schwache Erdbeben angenommen.